# Eremogarypus
Eremogarypus es un género de arácnido del orden Pseudoscorpionida de la familia Garypidae.

## Especies
Las especies de este género son::
- Eremogarypus eximius Beier, 1973
- Eremogarypus gigas Beier, 1955
- Eremogarypus perfectus Beier, 1962
- Eremogarypus trichoideus Beier, 1973